# موليير
جُون بَاتِيسْت بُوكْلَان (بالفرنسية: Jean-Baptiste Poquelin)‏؛ المُلقب باسم مُولْيير (بالفرنسية: Molière)‏ (15 يناير 1622 – 17 فبراير 1673) هو مؤلف كوميدي مسرحي، وشاعر وممثل ومحامي ومخرج مسرحي ودراماتورج فرنسي. يُعد أحد أهم أساتذة الهزليات في تاريخ الفن المسرحي الأوروبي، ومُؤَسٌِسُ «الكوميديا الراقية». قام بتمثيل حوالي 95 مسرحية؛ منها 31 من تأليفه، وتمتاز مسرحياته بالبراعة في تصوير الشخصيات، وبالأخص في تكوين المواقف والقدرة على الإضحاك. من أشهر مسرحياته: مدرسة الأزواج (1661م) ومدرسة الزوجات (1662م) وطرطوف (1664م) والطبيب رغم أنفه (1666م) والبخيل (1668م) وعدو البشر (1670م) والنساء المتعلمات (1672م) والمريض الوهمي (1673م) وأمفيترون التي اقتبسها من مسرحية الشاعر اللاتيني بلاوتوس.
تسببت مسرحيته طرطوف، والتي تناول فيها النفاق الديني، في غضب الكنيسة عليه؛ لدرجة أن القسيس طالب بحرقه حيًا، ولكن لويس الرابع عشر ملك فرنسا استطاع حمايته.
كان لموليير تأثير كبير في تطوير المسرح في أوروبا والعالم. واقتُبِست مسرحيات له من أَوَاخِر القرن التاسع عشر.

## نشأته

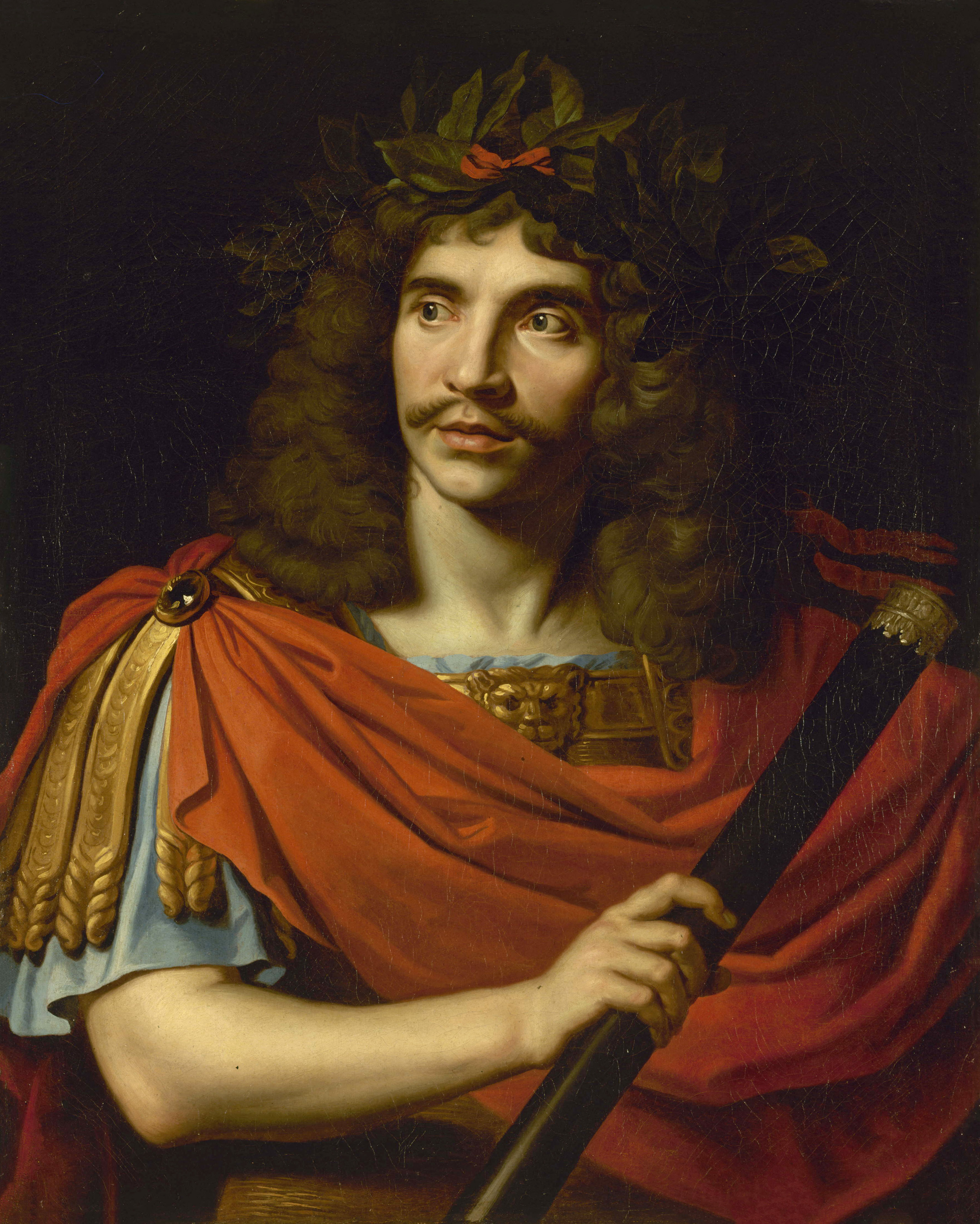
بورتريه لموليير للرسام الفرنسي نيكولاس مينارد.

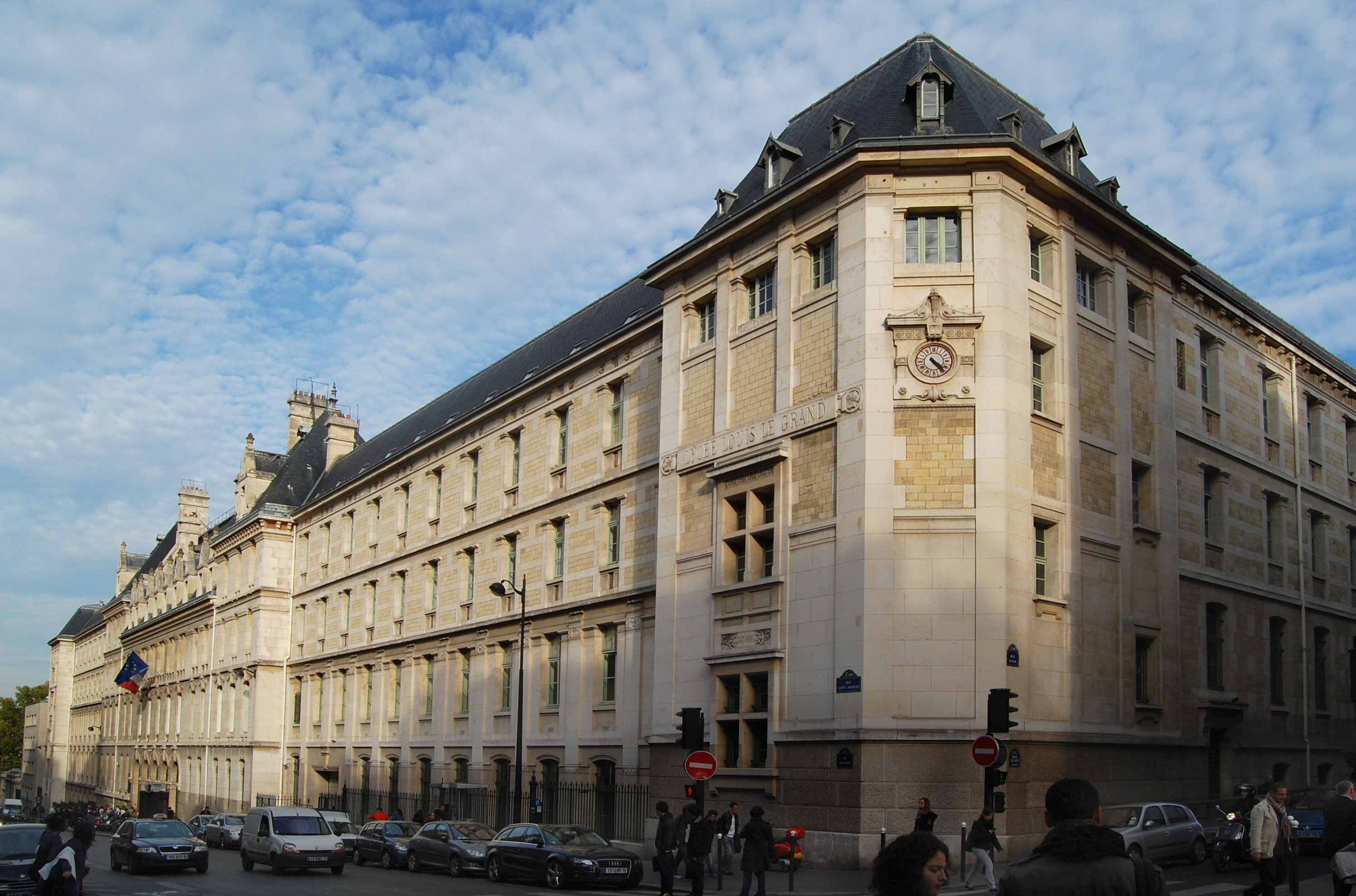
كلية كليرمونت التي تعلم فيها موليير (أصبحت الآن ثانوية لويس لو غراند).

لم تكن نشأته معروفة كثيرًا، واختلطت حولها الحقيقة بالافتراضات والمتناقضات. فبعد وفاته، ضاعت كل الأشياء المتعلقة به، ولم يكن أمام المؤرخين غير الاعتماد على السجلات المدنية والكنسية ليجمعوا المعلومات عنه.
ولد موليير في قلب فرنسا في العاصمة باريس، في الخامس عشر من كانون الثاني عام 1622. تعلّم موليير في كلية كليرمونت اليسوعية وحصل هناك على خلفية قوية في المواد الكلاسيكية. كانت هذه مرحلة مهمة في تكوين شخصيته، فقد تلقى فيها مبادئ العلوم الأساسية والفلسفة، كما تعلم اللغة اللاتينية فقرأ عن طريقها الأعمال المسرحية التي تم نشرها في وقته.
وتوضح السجلات بأنه تعمد في 15 يناير 1622م باسم جَان-بَابْتِيسْت بُوكْولَان. توفيت أمه «ماري كريسي» التي كانت متدينة من عائلة برجوازية مَيْسُورًة، لما كان عمره حوالي عشر سنوات. فرباه والده «جان بوكلين» الذي كان يعمل مورد سجاد وفراشاً للقصر الملكي وخادما للملك. تزوج والده امرأة ثانية ماتت بعد مدة قصيرة من الزواج، وانتقل موليير للسكن مع والده في شقة «بافيليون دي سينج» في شارع سانت أونوريه. تلقى موليير تعليما جيدا في كلية كليرمونت على يد عدد من نوابغ فرنسا، كان منهم فولتير، وكانت الكلية تتبع اليسوعيين «الجيزويت».
كان دكان والده قرب مكان تُقدم فيه عروض مسرحية بسيطة أبطالها ممثلو الشوارع، مثل فندق دي بورغوني الذي كان مسرحًا ملكيًا تُعرض فيه أعمال كوميدية ومسرحية. كان موليير أحد المشاهدين الذين يتابعون هذة المسرحيات برفقة والد أمه. درس الحقوق في أورليان، ودرس الفلسفة على يد الأستاذ جاسيندي الذي كان سببًا في حبه للشاعر اللاتيني لوكريس، فترجم له هو وصديقه «هسنو» أشعارََا ضاعت ترجمتها ولم يبق منها غير فقرات وضعها في مسرحية عدو البشر. بعد ما أنهى جان-بابتيست دراسة الحقوق، عمل محاميا لفترة قصيرة، وخلال تلك المدة لم يعمل إلا على قضية واحدة.

## انجذابه للمسرح

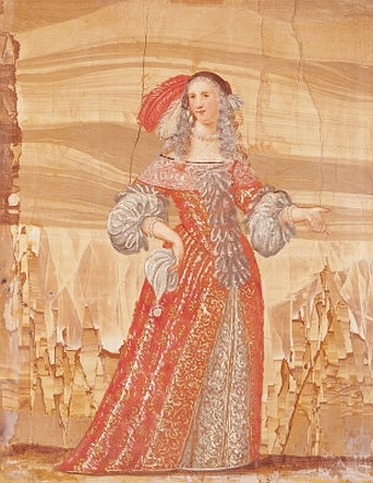
مادلين بيجار في كوميديا المتحذلقات السخيفات.

أراد والده أن يمشي أبناءه على تقاليد عائلته ويخدم ابنه لصالح القصر الملكي. لكن جان هجر الفكرة سنة 1643م وهو عنده 21 سنة، بعدما قرر الاتجاه إلى المسرح. يُقال أن والد أمه «لويس كريسي» هو الذي حببه في المسرح بسبب أخذِه معه إلى المسرحيات، فكان يندمج فيها، وعند رجوعه للبيت يفكر في ما شاهده من عروض. ويُقال أن أباه الذي كان فظا بخيلا عارض فكرة ميول ابنه للمسرح، وكان يحاول تهديده ومنعه من تخصصه في ذلك المجال.
في يونيو 1643م، اشترك مع ثلاثة من أسرة بيجار: مادلين، وأخيها جوزيف، وأختها جينيفيف، وستة آخرين؛ منهم أستاذه القديم «جورج بينيل» الذي سمى نفسه «لا كوتور» في تكوين فرقة مسرحية سُميت بالمسرح الباهر (بالفرنسية: Illustre Théâtre)‏ لإنتاج وتمثيل المسرحيات. أقدم وثيقة يظهر عليها اسمه الفني «موليير» يرجع لتاريخ 28 يونيو 1644م، وهو غير معروف السبب الذي جعل جان-بابتيست يغير اسمه إلى موليير، لكن يُقال أنه قام بتغيير اسمه لكيلا يحرج والده الذي كان يعتقد أن التمثيل في المسرحيات يُمثل إحراجاََ للعائلة. من بعد ذلك وهب موليير حياته للفن بالكامل إلى حين وفاته بعد ثلاثين سنة.
لم يكن أحد من الفرقة يستحق لقب الممثل إلا مادلين بيجار التي كانت ممثلة بحق. وُضع على عقد تكوين الفرقة إمضاءهم في 30 يونيو 1643م في بيت «ماريا إيفرييه» وشهد عليه «أندريه مارشال» محامي البرلمان والسيدة «ماريا إيفرييه» زوجة جوزيف بيجار، ووالدة مادلين وأخواتها، والسيدة «فرنسيس ليجيون» والدة عضوة الفرقة كاثرين ديسأورليس. كان البند الرئيسي في العقد أن أعضاء الفرقة من حقهم التمتع بحريتهم، وأن من حق أي فرد من أفراد الفرقة أن يترك الفرقة وقتما يشاء؛ بشرط التبليغ عن نيته قبل تركها بأربعة أشهر، وكان من الممكن الاستغناء عن خدمات أي شخص في الفرقة؛ بشرط تبليغه قبل أربعة أشهر.
الممثلة الموهوبة ذات الشعر الأحمر مادلين بيجار التي يُعتقد أن موليير وقع في غرامها، والتي استطاعت إقناعه أن يؤجر مسرحًا ليعرض فيه مسرحيات الفرقة، فظلت فرقتهم تؤجر مسرحًا تلو الأخر ولم يحالفهم الحظ فتراكمت الديون على موليير، الذي كان مدير الفرقة الفعلي رغم صغر سنه، وسُجِنَ بسببها مرتين سنة 1645م. ومن العوامل التي سببت الفشل أن جمهور المسرح في باريس كان عدده ضئيلا في القرن السابع عشر، وعند بدء موليير بعرض مسرحياته، كان من الحضور مسرحِيٌُون مشهورون في باريس، فكان صعباََ على موليير منافستهم بمجرد فرقة تمثيل جديدة وليست مشهورة، رغم أن ممثليها كانوا متحمسين لكن تنقصهم الخبرة.

## فترة التجوال

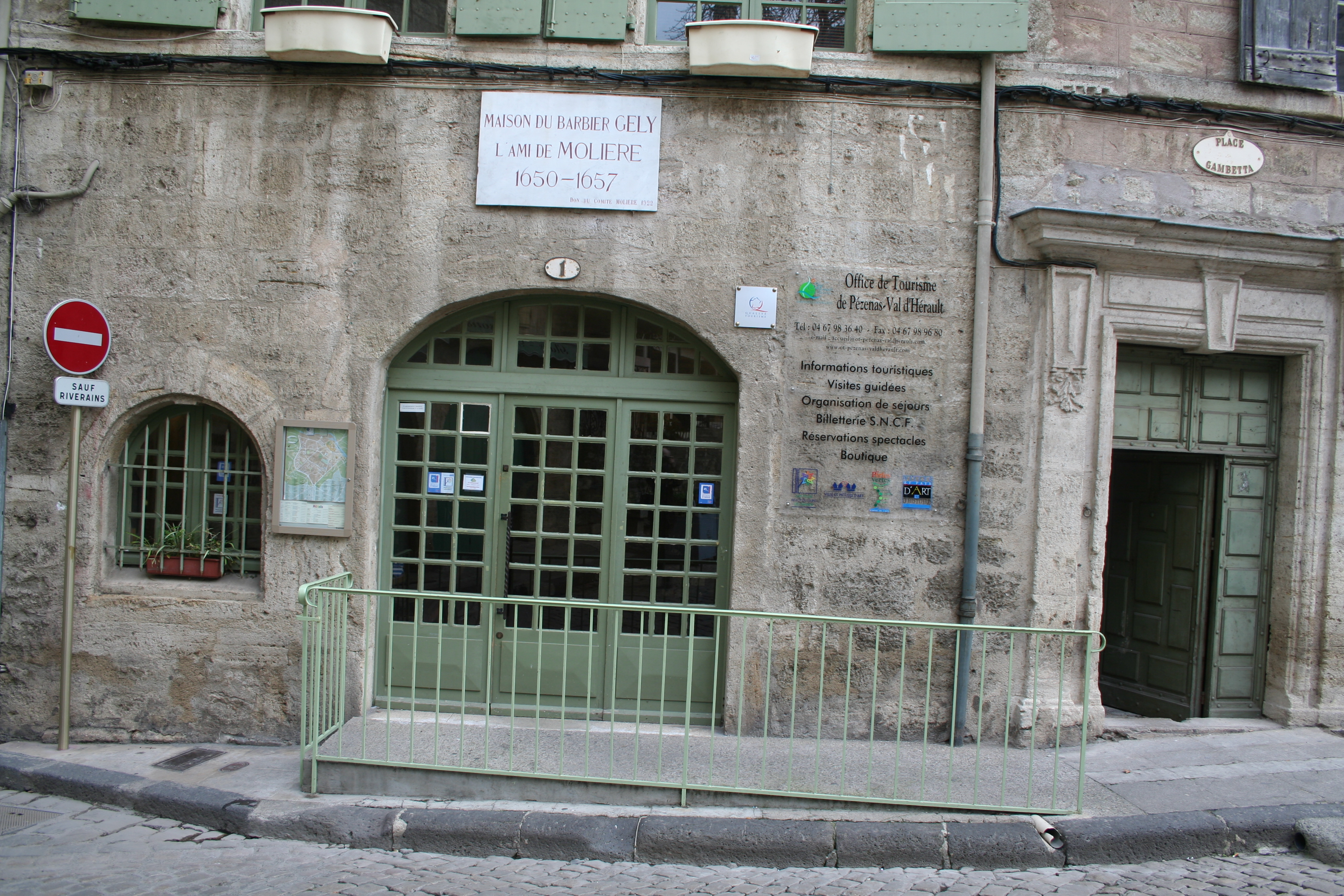
قاعة حلاقة "جيلي" في بيزييه. كان موليير يجلس فيها لمشاهدة أوجه الزبائن والاستماع إلى حكايتهم.

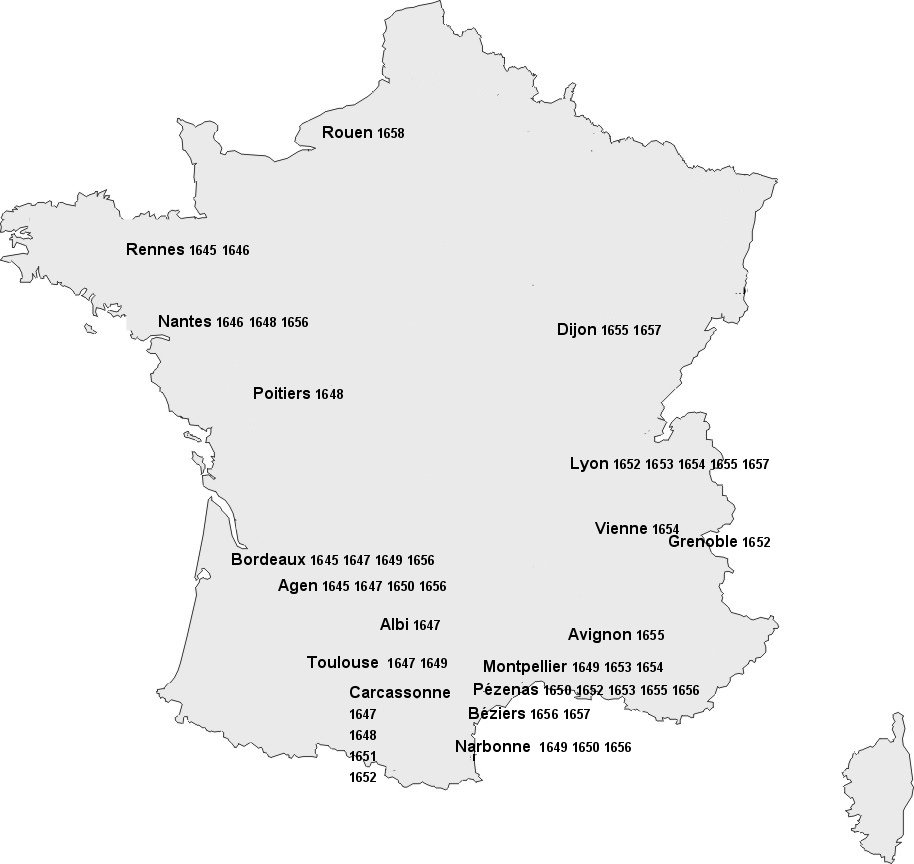
الأماكن التي ظهرت فيها فرقة موليير مابين 1645 و1658.

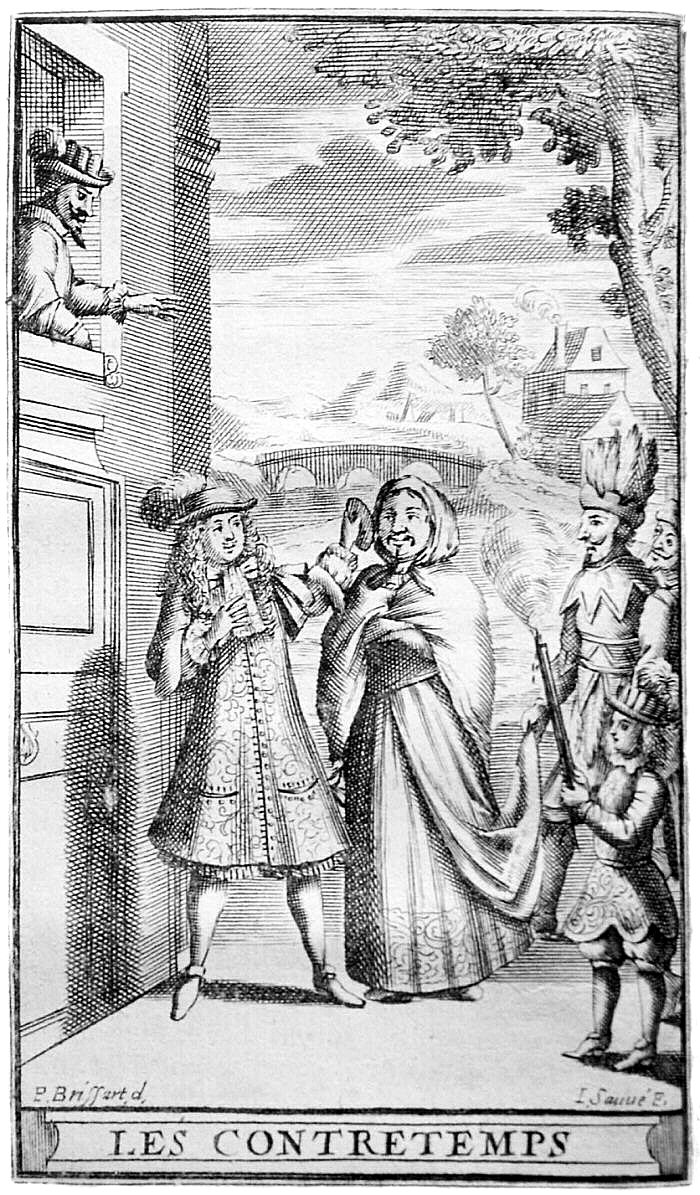
مسرحية المغفل.

مع أن فرقة موليير كان اسمها «فرقة المسرح الباهر» لكن بدايتها لم تكن باهرة، ولم يكن هناك حل أمام الفرقة غير ترك باريس والذهاب إلى الأقاليم. من أواخر سنة 1645م ولمدة لا تقل عن ثلاث عشرة سنة، ذهب موليير بفرقته إلى ريف فرنسا وقدم عروضا. من هذة الفترة بدأ موليير يكتب مسرحيات لفرقته بنفسه، فكتب أول مسرحية له المعروفة بـالطبيب الطائر، وكتب أيضا غيرة باربويلية والمغفل. في 1645م، قابل موليير الأمير «كونتي» زميله من أيام المدرسة، فاقترح على موليير أن يشتغل عنده حارسا، ولم يقبل موليير لحبه للمهنة التي يزاولها.
كما أن عدد المشتركين في الفرقة كان 25 ممثلا، وكان من الواجب أن يكون مع الفرق تصاريح؛ عادة ما كانت السلطات ترفض إعطائها، وكانت هي التي تحدد ثمن التذاكر بحيث لا تكون باهظة على أهل الريف. ورغم هذا، كانت تحدث منافسات ما بين الفرق وشجارات على ساحات العرض.
قابل موليير أثناء تجواله فرقة أخرى كان قائدها شخصاً إسمه «شارل دوفريسن» كان شارل أكبر منه في السن وفي الخبرة، واقترحوا دمج الفرقتين مع بعض. وبعد مشاورات مع مادلين، وافق موليير، فاندمجت الفرقتان. واستمر موليير في رئاسة الفرقة رئاسة فرعية، ودوفريسن الرئيس الإداري. دمج الفرقتين كان مفيد لفرقة موليير وفرقة دوفريسن، فكانت تتمتع بحماية الدوق «دي إبيرنون» وهذا كان شيئاً مهماً في ذلك الوقت، لعدم وجود حماية قانونية للفرق المتجولة.
مثلت الفرقة تراجيديا وكوميديا ومسرحيات للكاتب كورني. الكوميديات كانت عبارة عن مسلسلات قصيرة عادة فيها كلام فظ كان يُعجِب جمهور الأرياف الذي لم تنل إعجابه التراجيديا. واكتشف موليير أن التراجيديا لا تناسبه بعكس الكوميديا التي يتقبلها منه الجمهور، وأنه خُلق للكوميديا وليس للتراجيديا.
توضح سجلات المجالس البلدية والكنائس أن فرقة موليير قدمت عروضا هنا وهناك مثل في نانت سنة 1648م، وفي تولوز سنة 1649م، وقدمت عروض في ليون بطريقة متواصلة من أواخر 1652م إلى صيف 1655م، وفي 1657م، وفي مونبلييه في 1654م و1655م، وفي بيزييه سنة 1656م. لا يوجد شك أن هذة الجولات لعبت دورا كبيرا في حياة موليير الفنية، وأعطته خبرة كمدير فني وفي التعامل مع المؤلفين والممثلين والجمهور والسلطات، وأيضا في تعزيز موهبته في ملاحظة الناس الذين بقوا كشخصيات ونماذج بشرية في مسرحياته. ويُقال أنه عندما كان في بيزيه، كان يذهب للجلوس عند حلاق اسمه «جيلي» كي يشاهد وجوه الزبائن ويسمع كلامهم وحكاياتهم. فلما رجع إلى باريس سنة 1658م، كانت خبرته وقدراته الفنية متطورة. أول مسرحيتين معروفتين لموليير من هذة الفترة هما: المغفل، وقدمها في ليون سنة 1655م، وشجار حب، وقدمها في بيزييه سنة 1656م.
مع مرور الوقت تحسن أداء فرقة موليير، وبقيت الخبرة عند الممثلين والثقة في النفس. وفي سنة 1658م والفرقة في روان، حضر الكاتب بيير كورني مسرحية قدمتها الفرقة، وعبر لهم عن إعجابه بالأداء، وبالممثلة الجميلة «دو بارك» التي ألف لأجل عيونها ماركيزة المحطة، فكان اسمها الحقيقي هو «ماركيزا-تريزا دو جورلا». زيارة كورني التي لم تكن مُتوقعة كانت فاتحة خير على موليير وفرقته، وتبعها رجوعهم لباريس كممثلين حقيقيين وليس مجرد هواة.

## شهرته

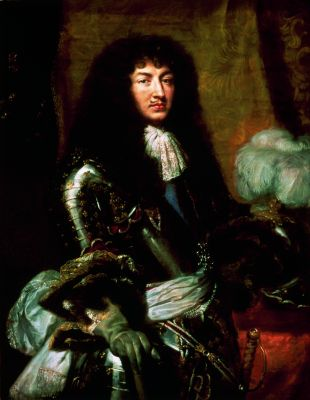
لويس الرابع عشر ملك فرنسا جعل موليير تحت رعايته وحمايته

وصلت لموليير دعوة من فيليب دوق أورلين شقيق الملك لويس عندما كان في أورليندا بأنه سيقدم عروضا في باريس، ومن هنا بدأت شهرته يوم 24 أكتوبر 1568م لما قدم تراجيديا في قاعة الحرس أمام الملك لويس الرابع عشر ملك فرنسا. بعد انتهاء المسرحية وجه موليير كلاما للملك وقال: «شكرا على حضور عرض فرقتنا المتواضع، وأرجوا أن تسامحنا  على الهفوات التي تحصل وقت التمثيل»، وبعد ذلك طلب السماح له بتقديم عرض مسلي، ولما قال هذا علت الأصوات في القاعة تنادي بتقديم «الطبيب العاشق»، فوافق الملك وأديت المسرحية التي كانت من تأليف موليير ومَثل فيها دور الطبيب وأبدع في دوره ونال إعجاب الملك والموجودين. من الشخصيات المهمة التي انضمت لفرقة موليير بعد رجوعها لباريس كان الممثل لاجرنج، أهميته لا تكمن في التمثيل لكن تكمن في كتابته مذكرات يومية عن الفرقة وهو ما أعطى فكرة كبيرة للمؤرخين عن الأحداث التي مرت بها الفرقة. من وقت رجوع موليير لباريس كل المعروف عنه مرتبط فقط بنشاطاته كمؤلف وممثل ومدير مسرحي، هذا رغم المحاولات التي عملها عدد من المؤرخين الفرنسيين كي يتعرفوا على حياته الشخصية عن طريق تحليل مسرحياته، لكن استنتاجاتهم كانت بالأحرى عن «ما هو الشئ الذي من الممكن أن يكون موليير فعله في حياته» وليس «ما هو الشئ الذي فعله موليير في حياته». لا توجد معلومات عن حياة موليير غير قليل من قصص ليست بحقيقية. واستطاع أن يحافظ على فرقته واستمراريتها بقدراته الشخصية الفذة.

## مسرحياته التي أقيمت بباريس

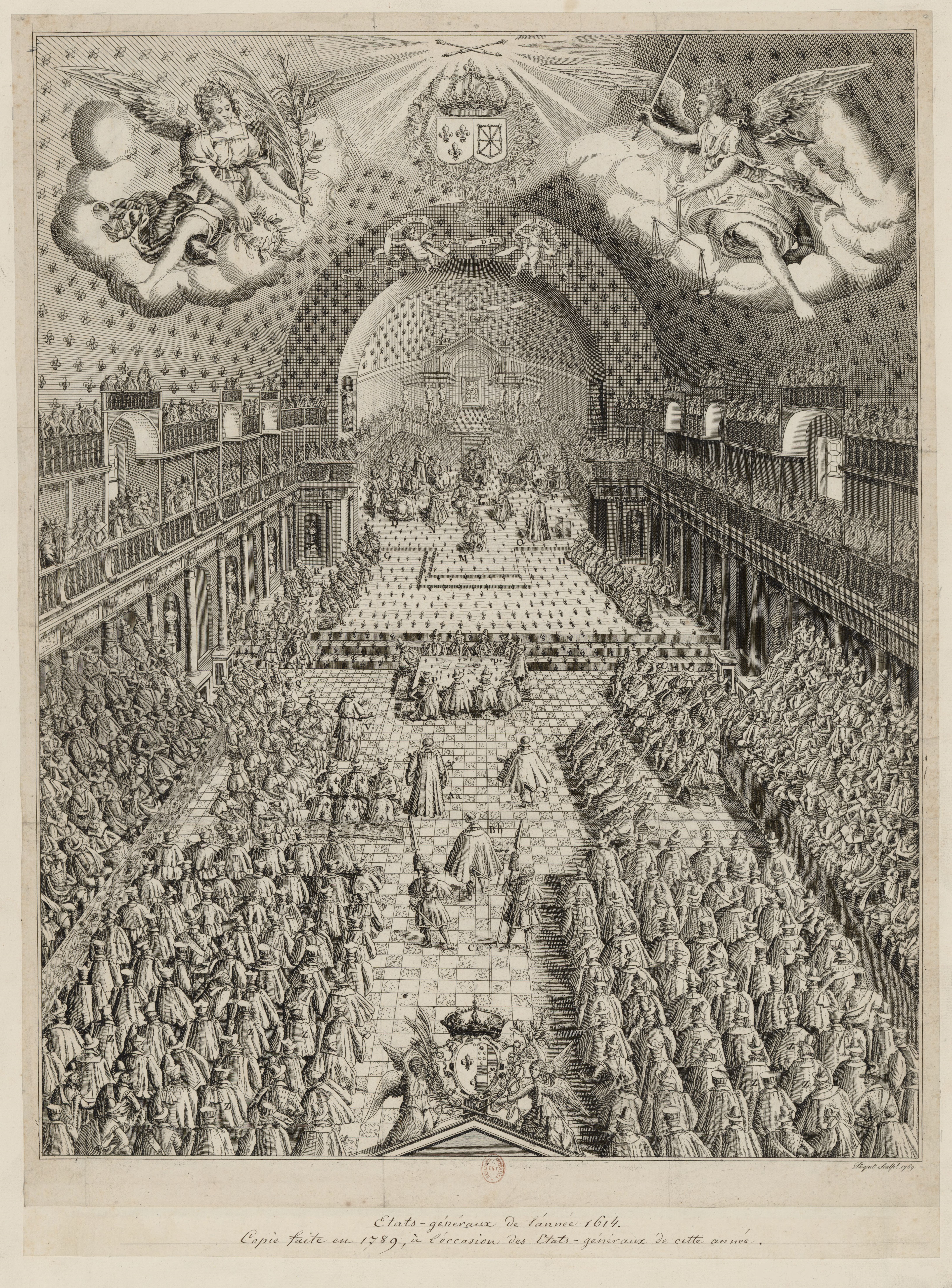
" موليير في الپيتي-بوربون.

أول مسرحية عرضها موليير في باريس كانت كوميديا «المتحذلقات السخيفات» التي تهكم فيها على طائفة من النساء الأرستقراطيات اللاتي كنَّ يعملنَ في قاعات أدبية. وقت رجوع فرقة موليير إلى باريس كان فيها ثلاث فرق تعرض مسرحيات بصفة دائمة هي فرقة سكارموش الإيطالية ومسرح بولوت وفندق دي بورجوني. فندق دي بورجوني كان يلقب بـ «الفرقة الملكية» وكان يأخد إعانات دورية من الدولة وبالتالي كانت الفرقة المنافسة الحقيقية. في ذلك الوقت لم تكن هناك «حقوق تأليف» وأي فرقة كانت من الممكن أن تأخذ أي نص تريده وتمثله بدون موافقة صاحبه. فرقة موليير استمرت في المشاركة بمسرح «پيتي-بوربون» مع «فرقة سكارموش الإيطالية» وكانت العلاقات ما بين الفرقتين جيدة. الفرقة الإيطالية تركت باريس لمدة قصيرة ورجعت إلى إيطاليا ولم يكن في مسرح الپيتي-بوربون إلا فرقة موليير التي كانت تضم وقتها: موليير وماديلينا بوجار وأخوتها: جوزيف بوجار ولويس بوجار والسيدة الجميلة دو پارك وزوجها جرو رينيه وشارل دوفريسن، والسيدات دي بري وإيرمية، وكان هناك موظف يُدعى «كروازاك» كان يشتغل في إعادة كتابة الأدوار، وتلقين الممثلين وقت العرض، وكان يراجع المعونات ويراقب بيع التذاكر، وفي الاحتفالات كان يقف على بوابة المسرح للترحيب بالجمهور.

### المتحذلقات السخيفات

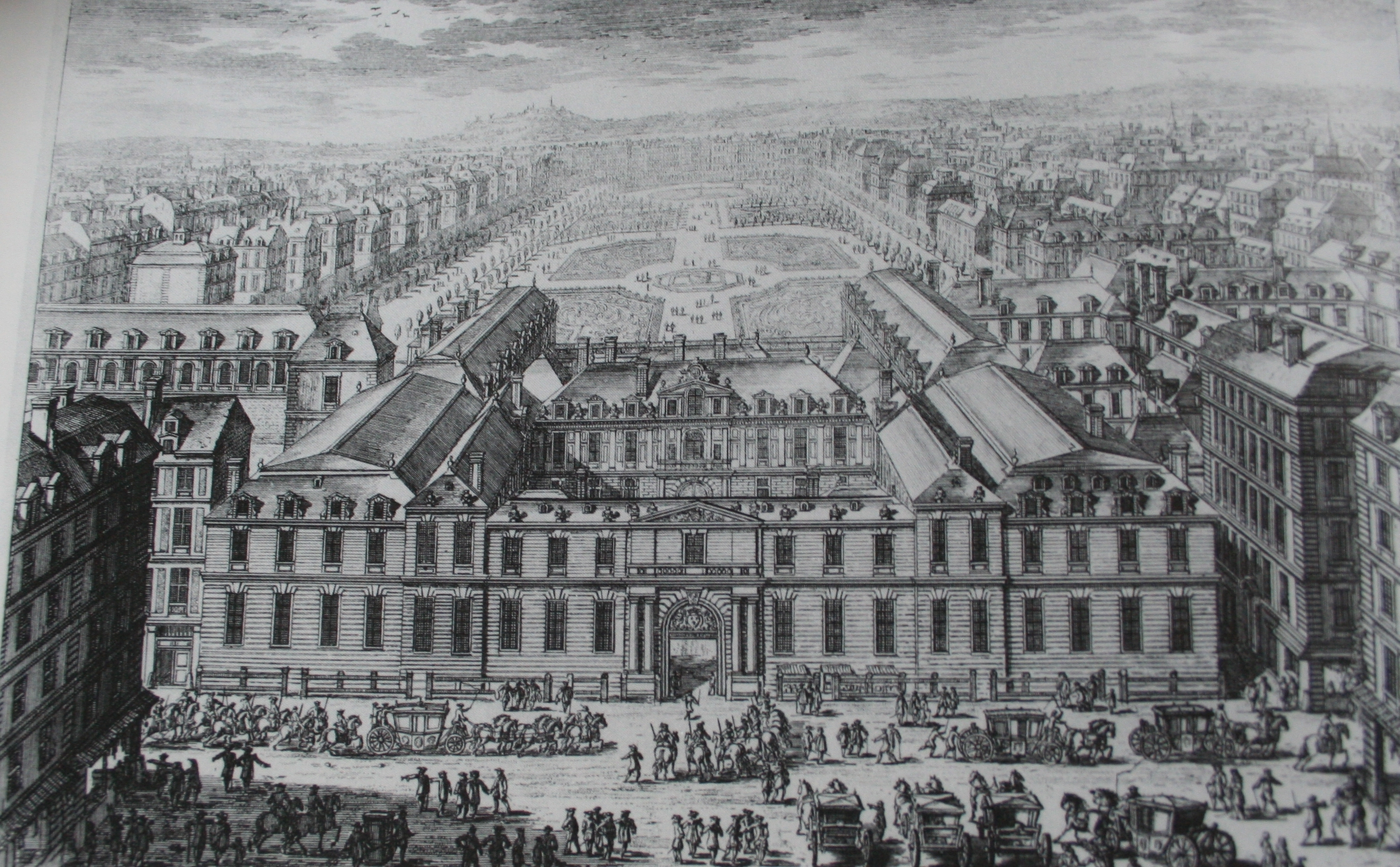
مسرح پاليه-رويال.

من المحتمل أن العرض الأول لمسرحية «المتحذلقات السخيفات» كان في مسرح «بيتي-بوربون» الذي كان ملحقاً باللوفر. لكن في 11 أكتوبر 1660م مسرح بيتي-بوربون سيهدم فجاءةً من غير إنذار مسبق لموليير بأنه سيتهدم والمحتمل أن السيدة رامبويليه كانت وراء الموضوع لتطرده من باريس. السيد «دي راتابون» الذي كان يشرف على المباني الملكية أمر بهدم المسرح واحتج بأن الهدم كان ليس هناك مفر منه لتوسيع قاعات اللوفر. في هذا الموقف الصعب تماسك موليير واتصل بالأمير فيليب كي يساعده فأصدر الملك لويس قراراً بنقل فرقة موليير لقاعة في «باليه-رويال» بناها «ريتشلو كتايترو»، وكتب لاجرنج في مذكراته: «كل الممثلون كانوا يحبون السيد» دي موليير«لأنه كان يعاملهم بطيبة وشرف ولم يكن يتأخر في تقديم مساعدات إليهم مهما كانت ولهذا قرروا أن يشاركوه مصيره وبلغوه أنهم لن يتخلوا عنه مهما كانت الإغراءات ومهما كانت المرتبات التي ستعرض عليهم عالية».

### مدرسة الأزواج ومدرسة الزوجات

#### مدرسة الأزواج

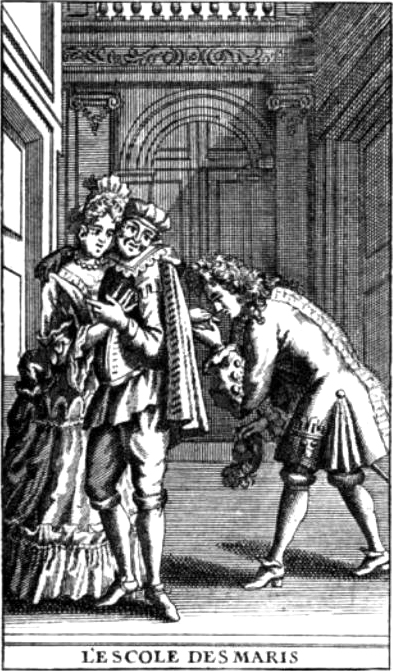
مسرحية مدرسة الأزواج (1661).

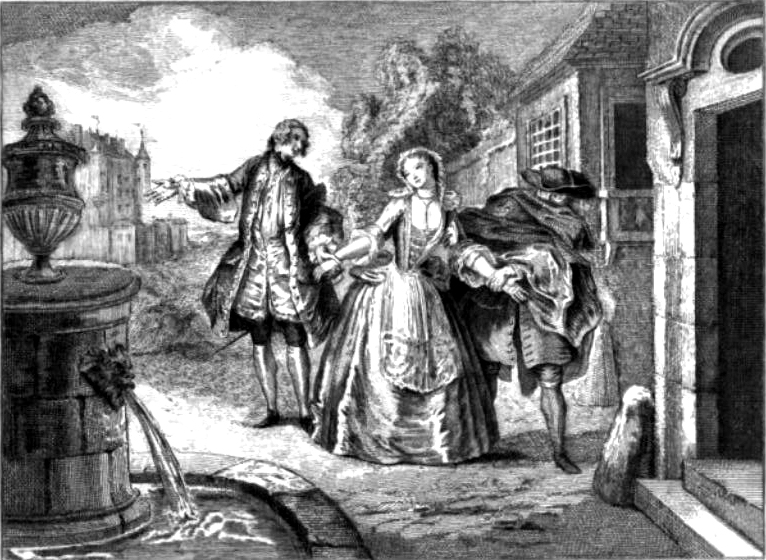
مدرسة الزوجات (1662).

الفترة التي جاءت بعد الفشل الكبير الذي أصاب مسرحية «دون جارسيا» عرضت فرقة موليير فيها عروض قديمة إلى أن جهزت مسرحية «مدرسة الأزواج» التي عرضت أول مرة في 24 يونيو 1661م ونجحت نجاحاً كبيراً وامتلأ المسرح بالجمهور. موضوع مدرسة الأزواج بسيط وليس فيه تعقيدات وينصب كله على الطباع لكن توجد به رسالة إنسانية كبيرة في ذلك الوقت كانت جديدة على الناس، أبطال المسرحية أخوان الأول اسمه «سجاناريل» والثاني اسمه «اريست». ومع أنهم إخوان لكن طباعهم متناقضة، «سجاناريل» شخص طبعه خشن ومغرور ولا يعجبه أي شيء على عكس «اريست» الذي أخلاقه حسنة ويطلب الاحترام والتقيد بالشرف الإنساني وبالتعامل الأخلاقي مع كل الناس بما فيهم الضعفاء والسيدات والأطفال ويرفض الإجبار ويفضل استبدال أخلاق الخشونة والإكراه بأخلاق عقلانية خيرة. موليير مثل دور «سجاناريل»، وظهرت في المسرحية لأول مرة ممثلة صغيرة كانوا ينادونها باسم «مينا» وهذه كانت «أرماندا بيجار» التي تزوجها موليير. نجاح «مدرسة الأزواج» محى بالكامل الفشل الذي أصيبت به مسرحية «دون جارسيا»

#### مدرسة الزوجات
في 26 ديسمبر 1662م عرض موليير مسرحيته الكوميدية الخالصة «مدرسة الزوجات» لأول مرة وتسببت المسرحية في أزمة بسبب موضوعها الذي هز الجمهور وجعله يعتبرها دليلاً على أن موليير ليس عنده شيء مقدس كما أن المسرحية تهكمت على تقاليد اجتماعية كانت راسخة في المجتمع الفرنسي، رغم أن نقاد كبار اعتبروها من أحسن مسرحياته. هذه المسرحية تنتمي لـ «الكوميديا الرفيعة» وفيها دافع موليير عن النساء وفي حقهم في اختيار زواجهم. الأزمة التي سببتها المسرحية عرفت باسم «نزاع مدرسة الزوجات». المسرحية كانت مبنية على مسرحية كتبها المؤلف «بول سكارون» اقتبسها سنة 1655م من رواية إسبانية، ولغاية نص مارس 1663م كانت عرضت 30 مرة وبعد استراحة قصيرة عرضت مرة أخرى 32 مرة غير عروضها الخاصة في قصور النبلاء. نجاح المسرحية جعل كُتاب آخرين أن يُحِسوا بالغيرة من موليير وحتى الكاتب الكبير كورنيل بدأ بكتابة تراجيديات يستهزئ فيها من موليير.

## زواجه

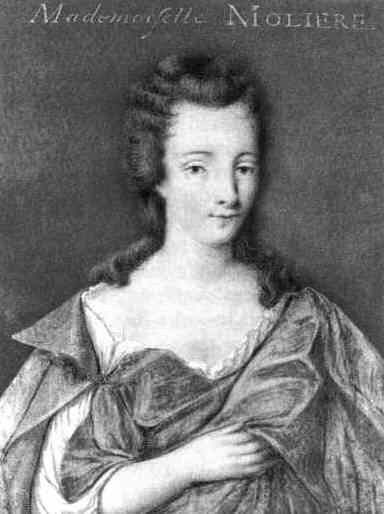
"أرماندا بيچار" تزوجها موليير سنة 1662.

تزوج موليير في 23 يناير 1662 ، في بيت ماريا ايرفيه، حيث كان في عمره أربعين سنة وأرماندا كانت أصغر منه بحوالي عشرين سنة. قيل في الوثائق أن أرماندا كانت بنت زميلته في الفرقة «ماديلينا بيچار». موليير كان يعرف أرماندا في طفولتها حيث كانوا ينادونها باسم «مينا» وكان هو أيضا يدلعها ويعلمها الكلام والكتابة وكانت «مينا» تسميه «زوجي». فكان الحاضرون وموليير يضحكون من قولها.

## آخر مسرحياته ووفاته

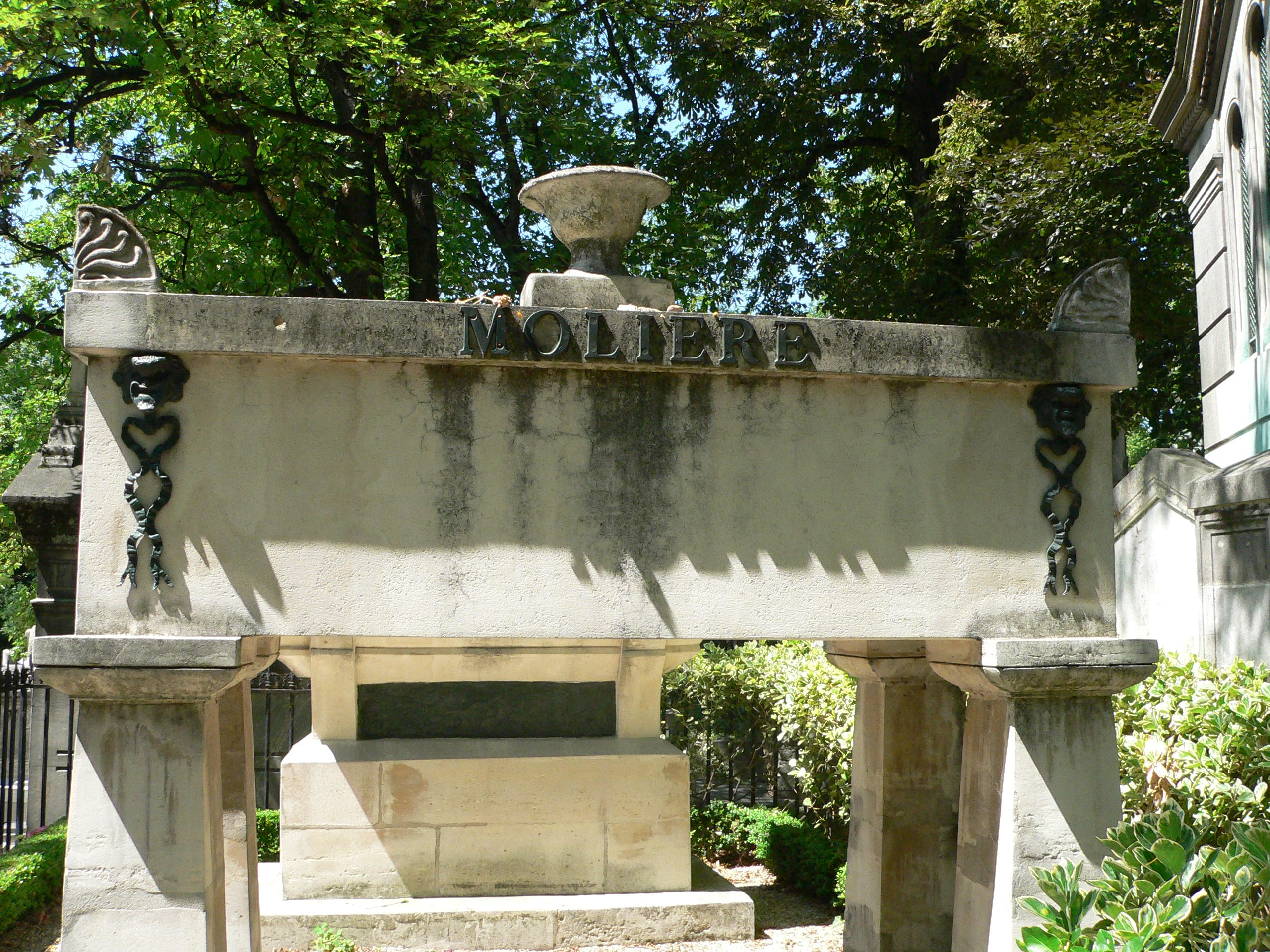
ضريح موليير في باريس.

كان موليير المدير الفني للفرقة وهو الذي يكتب المسرحيات وهو الذي يقوم بدور البطولة. في نفس الوقت كان يعيش مجموعة من المشاكل في بيته مع زوجته ومع السلطات والكنيسة. كل هذا أنهكه وأتعبه، وكان أول الناصحين له بترك التمثيل ومزاولة الكتابة فقط هو صديقه«بوالو» ورغم ذلك رفض موليير وأصر على الاستمرار بالكتابة وأن يمثل ويجتهد حتى أنهكه التعب وأصبح ضعيفا ويسعل بطريقة متقطعة. آخر مسرحياته كانت مسرحية المريض الوهمي، عرضها أول مرة يوم 10 يناير 1673م وتوفى بسبب مرض السل الرئوي بعد ما عرضها للمرة الرابعة يوم 17 فبراير 1673م، فنقلوه إلى البيت وتركوه على السرير واتضح أنه فقد النطق وابتدأ ينزف دما من فمه بعد ما انفجر شريان في رئته فبعثوا دكتورا وقسيسا لكن لم يرد أحد أن يأتي وطلب موليير من الموجودين يحضروا زوجته ويعطوه قليلا من جبنة يأكلها فأخدوا الشمع وذهبوا للبحث على الجبنة ولما رجعوا عثروا عليه ميتا، مات موليير وهو في 51 سنة من عمره في قلب باريس ولكن الكنيسة سانت «أُوستاش» التي إتهمته بالكفر رفضت دفنه مثل المسيحيين فاضطرت زوجته أنها تستنجد بلويس ملك فرنسا نفسه كي يتدخل عند كبير الأساقفة، ونجحت مساعي الملك لكن الكنيسة اشترطت أنه سيدفن بالليل ومن غير طقوس ولا صلاة على الجثمان. دفن موليير بعد أربع أيام من وفاته في مدافن «سانت جوزيف» المخصصة لدفن المنتحرين والأطفال الذين ماتوا قبل أن يتعمدوا. في سنة 1817م نقل رفات موليير لـ«مدافن بير لاشيس».

## شخصيته وقيمته الفنية
لدى موليير روح مساعدة الناس والكرم والسخاء عليهم. وكفنان يستحق مكانا بارزا بين عظماء الفن ليس على مستوى فرنسا أو أوروبا فقط لكن على المستوى العالمي. كان حريصا على أن يلم شمل الممثلين في فرقة واحدة يسودها الفن والتفاهم مع انظباط كبير. راسين وكورنيل ولافونتين وسيرانو وغيرهم هم أدباء عاشوا في عصر موليير ولكن لم يستطعوا أن يعرفوا وأن يقدروا المسرح كما قدره هو، ثم قام بتأسيس وترسيخ قواعد الكوميديا الشعبية المهتمة بالترويج على الناس وإضافة جو الحب ما بينهم. كما أنه أسس «الكوميديا الرفيعة» وفتح لها صفحة في التاريخ على المستوى العالمي.

## مؤلفاته المسرحية
| تاريخ أول عرض       | اسم المسرحية                          | الاسم بالفرنسية                           | نوع المسرحية                  |
| 1645                | الطبيب الطائر                         | Le Médecin volant                         | مسرحية من فصل واحد            |
| 1650                | غيرة باربويليه                        | La Jalousie du barbouillé                 | مسرحية من فصل واحد            |
| 1655                | المغفل                                | L'Étourdi ou les Contretemps              | كوميديا من 5 فصول             |
| 16 ديسمبر 1656      | خناقة حب                              | Le Dépit amoureux                         | كوميديا من 5 فصول             |
| 24 أكتوبر 1658      | الطبيب العاشق                         | Le Docteur amoureux                       | كوميديا من فصل واحد           |
| 18 نوفمبر 1659      | المتحذلقات السخيفات                   | Les Précieuses ridicules                  | كوميديا من فصل واحد           |
| 28 ماي 1660         | سجاناريل، أو أبو قرون الوهمي          | Sganarelle ou le Cocu imaginaire          | كوميديا من فصل واحد           |
| 4 فبراير 1661       | دون جارسيا دي نافار، أو الأمير الغيور | Dom Garcie de Navarre ou le Prince jaloux | كوميديا بطولية من 5 فصول      |
| 24 يونيو 1661       | مدرسة الأزواج                         | L'École des maris                         | كوميديا من 3 فصول             |
| 17 غشت 1661         | المخابيل                              | Les Fâcheux                               | كوميديا بالية من 3 فصول       |
| 26 دجنبر 1662       | مدرسة الزوجات                         | L'École des femmes                        | بالية كوميدي من 5 فصول        |
| 15 أبريل 1663       | غيرة جرو-رينيه                        | محتمل أنها غيرة باربويليه                 |                               |
| 1 يونيو 1663        | انتقاد مدرسة الزوجات                  | La Critique de l'école des femmes         | كوميديا من فصل واحد           |
| 15 أكتوبر 1663      | ارتجالية فرساي                        | L'Impromptu de Versailles                 | كوميديا من فصل واحد           |
| أزواج بالإكراه      | Le Mariage forcé                      | كوميديا من فصل واحد                       |                               |
| أجرو-رينه، طفل صغير | Gros-René, petit enfant               | لا توجد معلومات عنها                      |                               |
| 8 ماي 1664          | أميرة إيليد                           | La Princesse d'Élide                      | كوميديا من 5 فصول             |
| 12 ماي 1664         | طرطوف                                 | Tartuffe ou l'Imposteur                   | كوميديا من 5 فصول             |
| 5 فبراير 1665       | دون جوان                              | Dom Juan ou le Festin de pierre           | كوميديا من 5 فصول             |
| 15 شتنبر 1665       | الحب المداوي                          | L'Amour médecin                           | كوميديا من 3 فصول             |
| 4 يونيو 1666        | عدو البشر                             | Le Misanthrope ou l'Atrabilaire amoureux  | كوميديا من 5 فصول             |
| 6 غشت 1666          | طبيب رغم أنفه                         | Le Médecin malgré lui                     | كوميديا من 3 فصول             |
| 2 دجنبر 1666        | ميليكيرت                              | Mélicerte                                 | كوميديا رعوية بطولية من فصلين |
| 5 يناير 1667        | الرعوية الكوميدية                     | Pastorale comique                         | كوميديا رعوية                 |
| 14 فبراير 1667      | السيسيلي                              | Le Sicilien ou l'Amour peintre            | كوميديا من فصل واحد           |
| 13 يناير 1668       | أمفيتريون                             | Amphitryon                                | كوميديا من 3 فصول             |
| 18 يوليوز 1668      | جورج داندان                           | George Dandin ou le Mari confondu         | كوميديا من 3 فصول             |
| 9 شتنبر 1668        | البخيل                                | L'Avare ou L'École du mensonge            | كوميديا من 5 فصول             |
| 6 أكتوبر 1669       | أمسيو دي پورسوناك                     | Monsieur de Pourceaugnac                  | بالية كوميدي بالية من 3 فصول  |
| 4 فبراير 1670       | العشاق العظماء                        | Les Amants magnifiques                    | كوميديا من 5 فصول             |
| 14 أكتوبر 1670      | البرجوازي النبيل                      | Le Bourgeois gentilhomme                  | بالية كوميدي من 5 فصول        |
| 17 يناير 1671       | پسيشية                                | Psyché                                    | بالية تراجيدي من 5 فصول       |
| 24 ماي 1671         | خدع سكابان                            | Les Fourberies de Scapin                  | كوميديا من 3 فصول             |
| 2 دجنبر 1671        | كونتيسة إسكارباناس                    | La Comtesse d'Escarbagnas                 | كوميديا من فصل واحد           |
| 11 مارس 1672        | النساء المتعالمات                     | Les Femmes savantes                       | كوميديا من 5 فصول             |
| 10 يناير 1673       | المريض الوهمي                         | Le Malade imaginaire                      | كوميديا موسيقية/رقص من 3 فصول |

## معرض صور

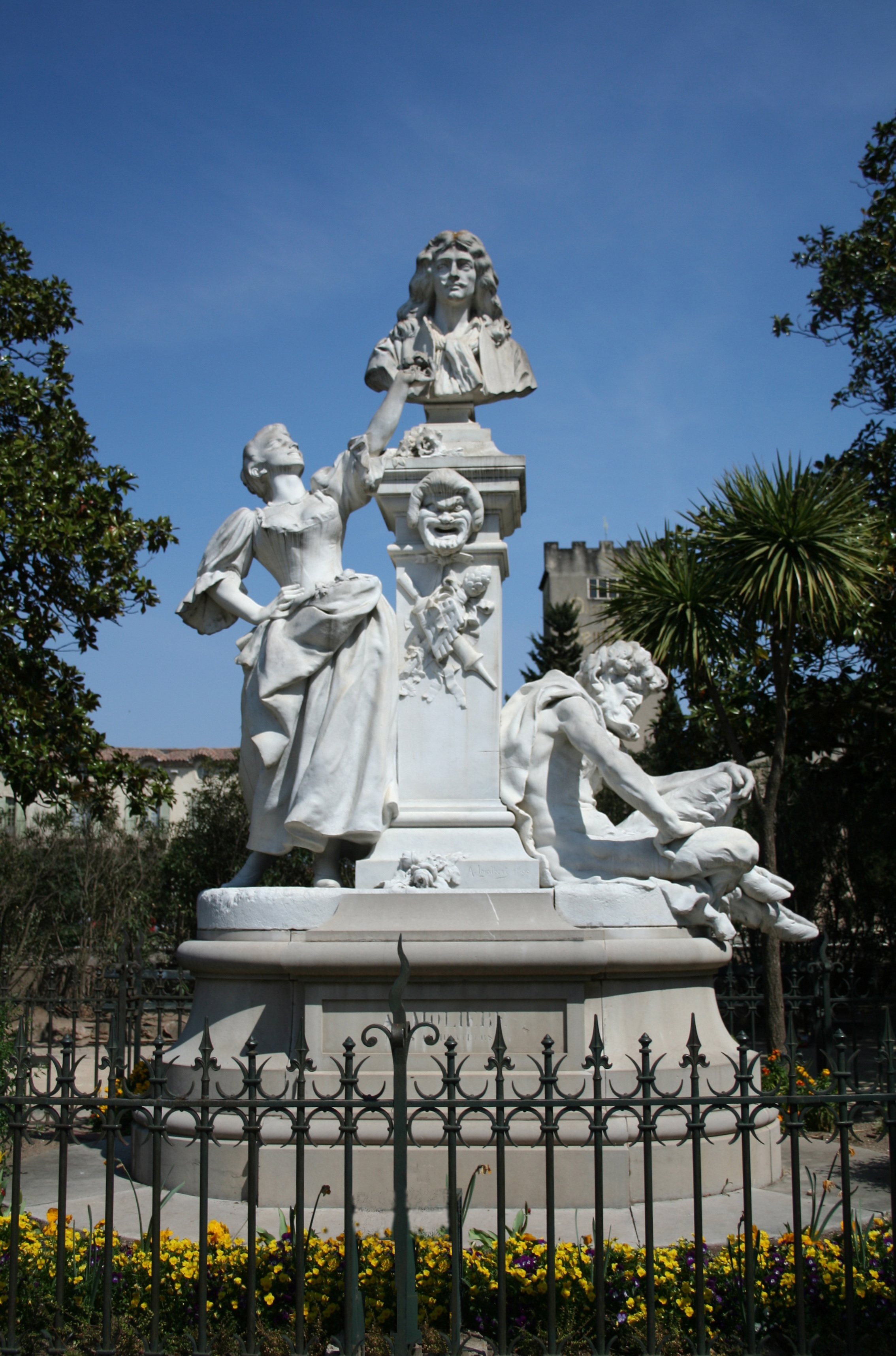
تذكار لموليير في إقليم هيرولت بفرنسا
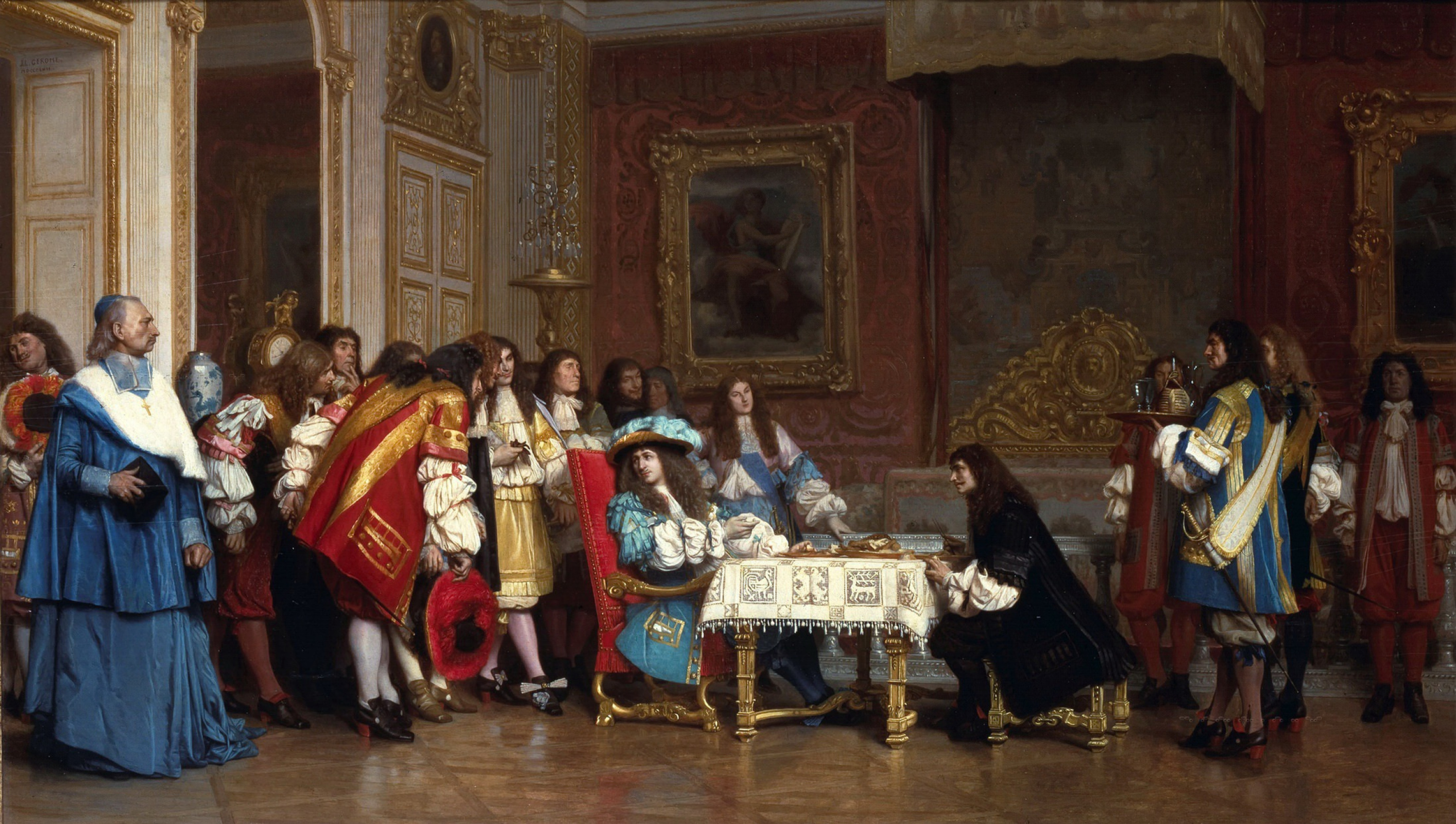
موليير في بلاط الملك الفرنسي لويس الرابع عشر
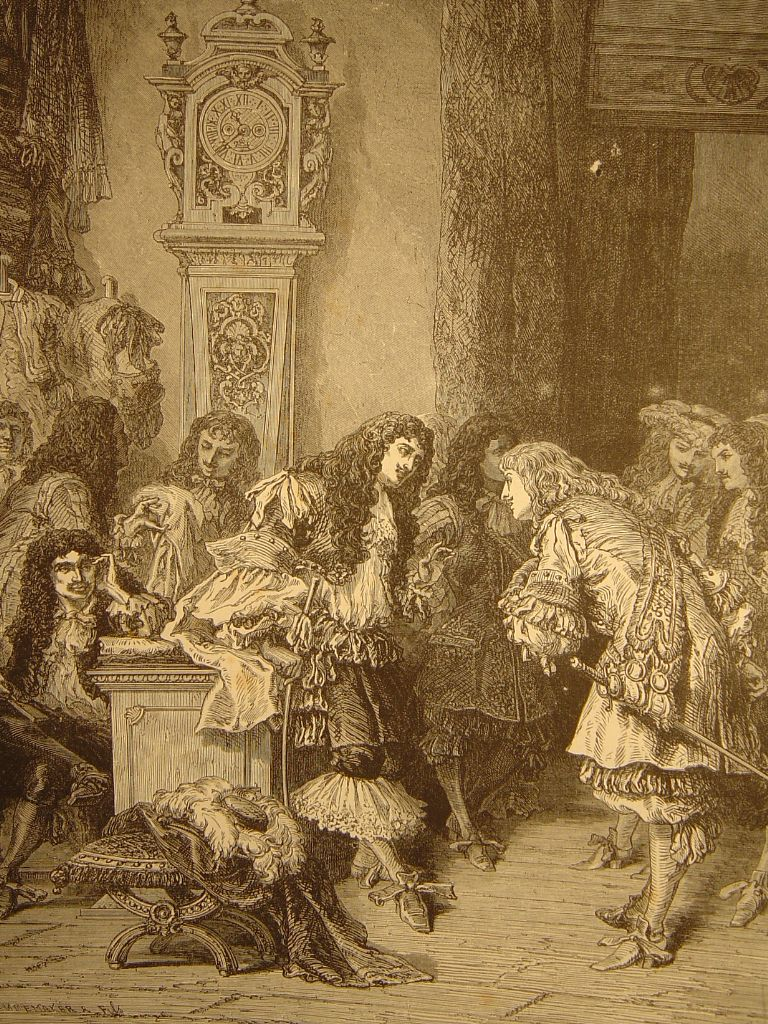
رسم تخيلي لموليير
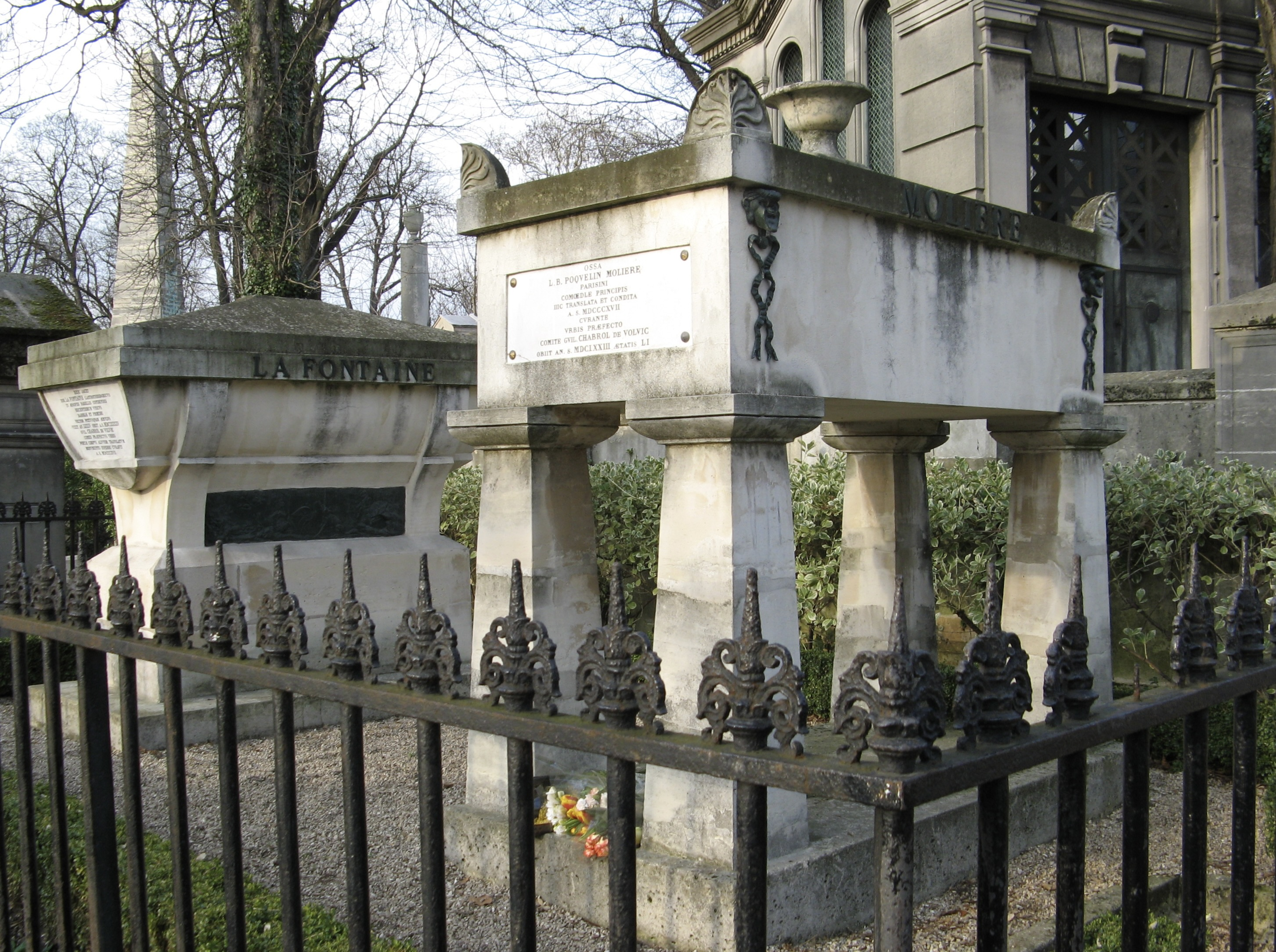
ضريح موليير
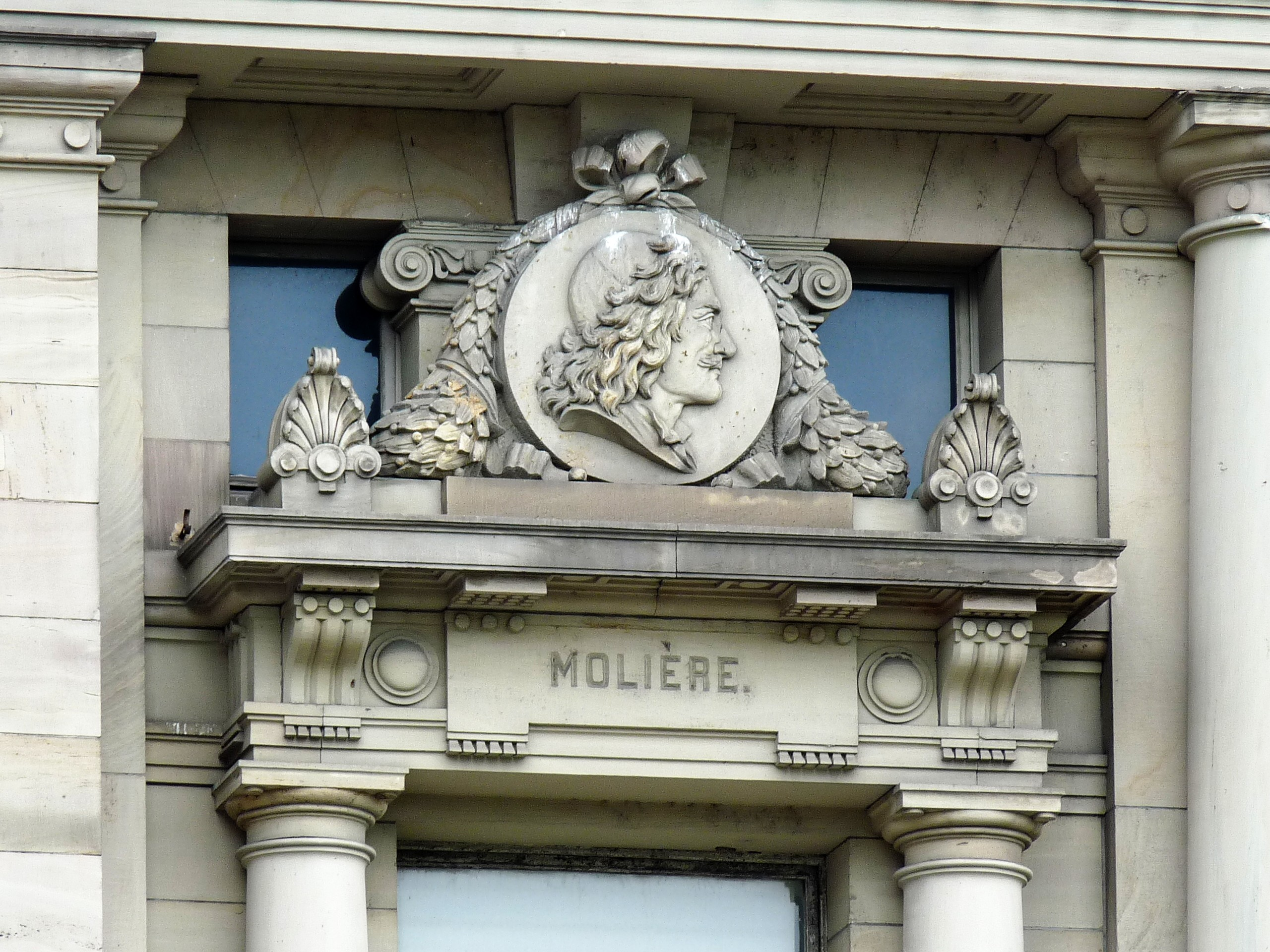
منحوتة لموليير في مبنى المتحف الوطني في ستراسبورغ

## أظر أيضا
- خدع سكابان
- البخيل
- فرنسا

## وصلات خارجية
- موليير على موقع IMDb (الإنجليزية)
- موليير على موقع الموسوعة البريطانية (الإنجليزية)
- موليير على موقع ألو سيني (الفرنسية)
- موليير على موقع ميوزك برينز (الإنجليزية)
- موليير على موقع أول موفي (الإنجليزية)
- موليير على موقع قاعدة بيانات برودواي على الإنترنت (الإنجليزية)
- موليير على موقع قاعدة بيانات برودواي على الإنترنت (الإنجليزية)
- موليير على موقع إن إن دي بي (الإنجليزية)
- موليير على موقع أول ميوزيك (الإنجليزية)
- موليير على موقع ديسكوغز (الإنجليزية)